# Jack Walker
Jack Walker (født 30. juli 1996) er en amerikansk ishockeyspiller. Han spiller for Aalborg Pirates.